# Tore Svensson

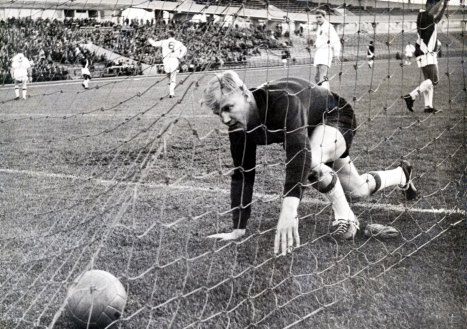
Tore Svensson

Tore Svensson (* 6. Dezember 1927; † 26. April 2002) war ein schwedischer Fußballtorwart.

## Werdegang
Svensson debütierte als 17-Jähriger im Tor von Falkenbergs FF. 1949 wechselte er zu IF Elfsborg in die Allsvenskan. In zwei Spielzeiten bestritt er 22 Partien für den Klub. 1951 ging er zum Ligakonkurrenten Malmö FF. Bis zu seinem Karriereende 1961 stand er 215 Mal im Tor des Vereins.
Zwischen 1956 und 1958 stand er sieben Mal im Tor der schwedischen Nationalmannschaft. Auch bei der Weltmeisterschaft 1950 und den Olympischen Sommerspielen 1952 stand er im Kader. Bei der Weltmeisterschaft 1958 gehörte er ebenfalls zum Aufgebot, kam jedoch nicht an Kalle Svensson vorbei. Außerdem bestritt er elf B-Länderspiele.